# アルヌール1世 (フランドル伯)

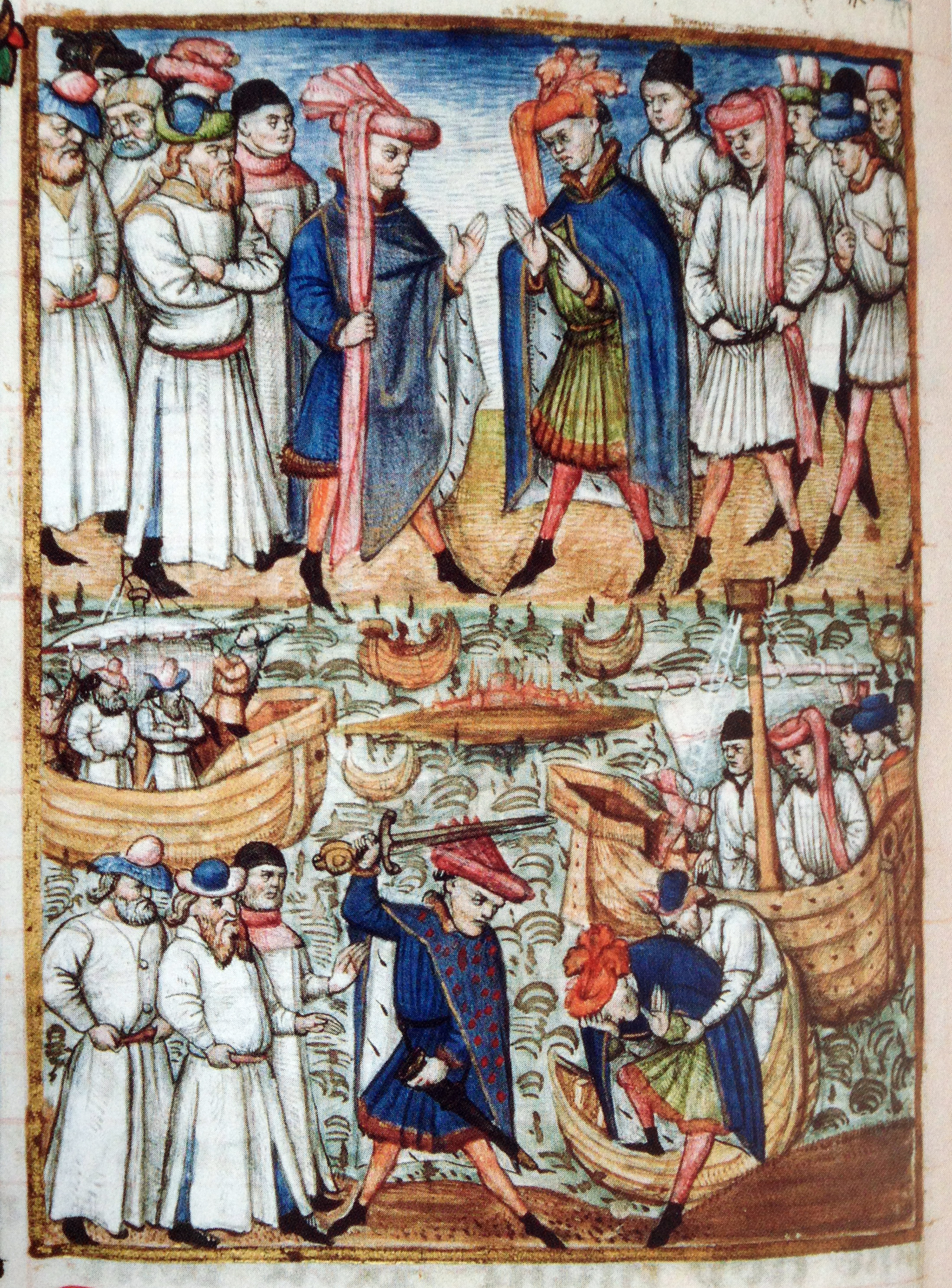
ピキニーにおけるアルヌール1世とノルマンディー公ギヨーム1世の会談（15世紀画）

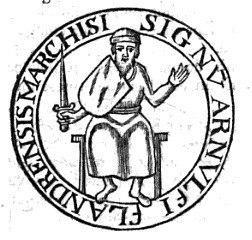
アルヌール1世のシール

アルヌール1世（Arnoul I, 893/9年 - 965年3月27日）は、フランドル伯（在位：918年 - 965年）。大伯（le Grand）といわれる。

## 生涯
アルヌール1世はフランドル伯ボードゥアン2世と、ウェセックス王アルフレッド大王の娘エルフスリュスの息子である。母を通してアングロ＝サクソンのイングランド王の子孫であり、また父方を通してカール大帝の子孫でもあった。アルヌールの名はカロリング家の祖先メッツ司教アルヌルフ、あるいは父が支持した東フランク王アルヌルフからつけられたと考えられる。
父ボードゥアン2世が918年に死去した後、アルヌールはフランドル伯となり、弟アダロルフがブローニュ伯となった。しかし、933年にアダロルフが亡くなり、アルヌールがブローニュ伯となったが、後に甥アルヌール2世にブローニュ伯位を与えた。アルヌールは「神の恩寵による伯」と名乗った。
アルヌール1世はフランドルの支配を南に大きく拡大させ、アルトワ、ポンチュー、アミアンおよびオストゥルヴァンの全部または一部を手に入れた。アルヌールはシャルル3世とロベール1世の対立、そして後にルイ4世と貴族らの対立を利用した。また、ブルッヘを政権の中心とし、主要な貿易拠点としての町の発展に貢献した。
南への拡大において、アルヌールは北の辺境を確保しようとしていたノルマン人と衝突した。そしてこれはアルヌールの臣下による942年のノルマンディー公ギヨーム1世の殺害につながった。ヴァイキングの脅威はアルヌールの晩年には低下し、アルヌールはフランドルの改革に注意を向けた。アルヌールは964年3月27日に死去したが、ノルマンディー公ギヨーム1世殺害の報復としてエルランに殺害されたともいわれている。
アルヌール1世はヘントのシント＝ピーター修道院に埋葬された。
アルヌールは958年に息子ボードゥアン3世を共同統治者としたが、ボードゥアン3世は962年に早世したため、アルヌールの死後、ボードゥアン3世の幼い息子であるアルヌール2世がフランドル伯位を継承した。

## 子女
アルヌールの最初の妻の名は不明であるが、少なくとも1女が生まれた。
- 娘 - カンブレー伯イザークと結婚。息子アルヌールはカンブレー伯を継承した[12]。

934年にヴェルマンドワ伯エルベール2世の娘アデルと結婚し、以下の子女をもうけた。
- イルデガルド（934年頃 - 990年） - ホラント伯ディルク2世と結婚。母は最初の妃かアデルか不明。
- リュートガルド（935年 - 962年） - ハマラント伯ヴィヒマン4世と結婚[4]
- エグベール（937年 - 953年）[4]
- ボードゥアン3世（940年頃 - 962年） - フランドル伯（父と共治）、父に先立って死去。ヘルマン・ビルングの娘マティルデと結婚[4]。
- エルフトリュード - ギネ伯シークフリードと結婚[4]